# James L. Goodwin State Forest
James L. Goodwin State Forest ist ein State Forest im US-Bundesstaat Connecticut auf dem Gebiet der Gemeinden Hampton und Chaplin. James L. Goodwin, auf dessen Initiative hin auch der Massacoe State Forest eingerichtet wurde, vermachte seine Forstgrundstücke, die er seit 1913 bewirtschaftete, 1964 dem Staat. Das waren die Anfänge des Forstgebietes, das heute 2003 acre (811 ha) umfasst.

## Geographie
Zum Forstgebiet gehören Pine Acres Lake, Black Spruce Pond, und Darling Pond. Der Natchaug River, dessen Verlauf auch die Route 198 folgt durchquert den Forst. im Südwesten grenzt der Edward Garrison Park und im Norden der Natchaug State Forest sowie der Nathaniel Lyon Memorial State Park unmittelbar an das Waldgebiet an. Weitere Parzellen von State Parks schaffen nach Süden Verbindungen zum Air Line State Park Trail und zum Beaver Brook State Park. Höchste Erhebung ist der Bear Hill mit 750 ft (228 m) über dem Meer.

## Freizeitmöglichkeiten
Der Forst erstreckt sich über ca. 2000 acre und umfasst auch den Pine Acres Lake mit einer Fläche von 189 acre (76,5 ha). Black Spruce Pond hat eine Fläche von 18 acres (7, 2 ha) und Brown Hill Pond 14 acres (5,7 ha) auf allen Seen kann man Angeln und Boot fahren.  14 mi (22,5 km) an Wanderwegen sind ausgewiesen, die zum Wandern, Skilaufen und Reiten genutzt werden dürfen. Die Wanderwege gehören zum System der Blue-Blazed Trails und stehen in Verbindung mit dem Natchaug Trail und dem Air Line State Park Trail.

## James L. Goodwin Conservation Center
Das Goodwin Forest Conservation Education Center ist eine Bildungseinrichtung die vom Connecticut Department of Energy and Environmental Protection in Zusammenarbeit mit der Connecticut Forest and Park Association betrieben wird. Es werden Veranstaltungen für Schulen und Besucher angeboten. Für Landbesitzer, Forstangestellte und Waldarbeiter werden auch Kurse zum Forest management angeboten. Das Zentrum verfügt über einen Wildlife Garden, ein kleines Naturmuseum und einen Campingplatz für Jugendgruppen am Südufer des Pine Acres Pond.